# Генріх Шталь
Генріх Шталь (ест., нім. Heinrich Stahl, прибл. 1600, Таллінн — †17 червня 1657, Нарва) —  німецький  лютеранський священник і церковний автор, засновник естонської церковної літератури і писемної мови.

## Біографія
Син старшини Великої гільдії в Ревелі, народився в Ревелі, де він відвідував школу, навчався в Ростоці, Грейсвальді і Віттенберзі, ймовірно, близько 1620–1623, став магістром.
Після повернення в Естонію в 1623 відразу ж був призначений пастором в окрузі  Ярва (Естонія ділилася на округи Харью, Ляене, Ярва, Виру і Аллентакен). Поряд з Ярва-Мадісе він управляв одночасно також сусідньою єпархією Пеетрі. У 1627 став старшим пастором в Ярві. Звідси він був в 1633 запрошений в прихід до Кадріни. Через 5 років запрошений старшим пастором собору в Ревелі і асесором відновленої єпископом Ієрінга провінційної консисторії, з 1638 підписувався «Praepositus Harriae utriusque, Assessor primarius et publicus poenitentiarius».
У 1641 став суперінтендантом Інгерманландії, Карелії і Аллентакена. Пізніше був інспектором сільських церков Естонії, потім знову старшим пастором собору в Ревелі.

## Літературна діяльність
Чотири частини його «Підручної та домашньої книги» були надруковані в Ревелі. У цій книзі давався текст паралельно німецькою та естонською мовами.
У 1641-49 з'явилися 3 частини його «Дзеркала дилетанта».
8 березня 1641 він читав у ревельському кафедральному соборі надгробну проповідь.
Був відомий як естонський письменник. Катехізис був першою надрукованою естонської книгою (1632). У Кадріні в 1637 він видав першу естонську граматику «Керівництво з естонської мови» (назву оригіналу — «Anführung zu der Esthnischen Sprach, auff Wolgemeinten Rath, und Bittliches Ersuchen, publiciret von M. Henrico Stahlen. Revall, Druckts Chr. Reusner der älter, in Verlegung des Authoris») і видав естонський збірник псалмів.
До недавнього часу Шталь вважався творцем естонського літературної мови, проте після того, як були знайдені 39 проповідей пастора Георга Мюллера, які він читав у 1600–1606 роках, ця честь належить останньому. Шталя вважали також творцем естонського теологічного понятійного апарату, але в Ревельських проповідях Георга Мюллера вже присутні всі готові конструкції.